# ویگانو
ویگانو (به ایتالیایی: Viganò) یک کومونه در ایتالیا است که در استان لکو واقع شده‌است.

## خصوصیات
ویگانو ۱٫۶ کیلومترمربع مساحت و ۱٬۸۰۴ نفر جمعیت دارد.

## نگارخانه

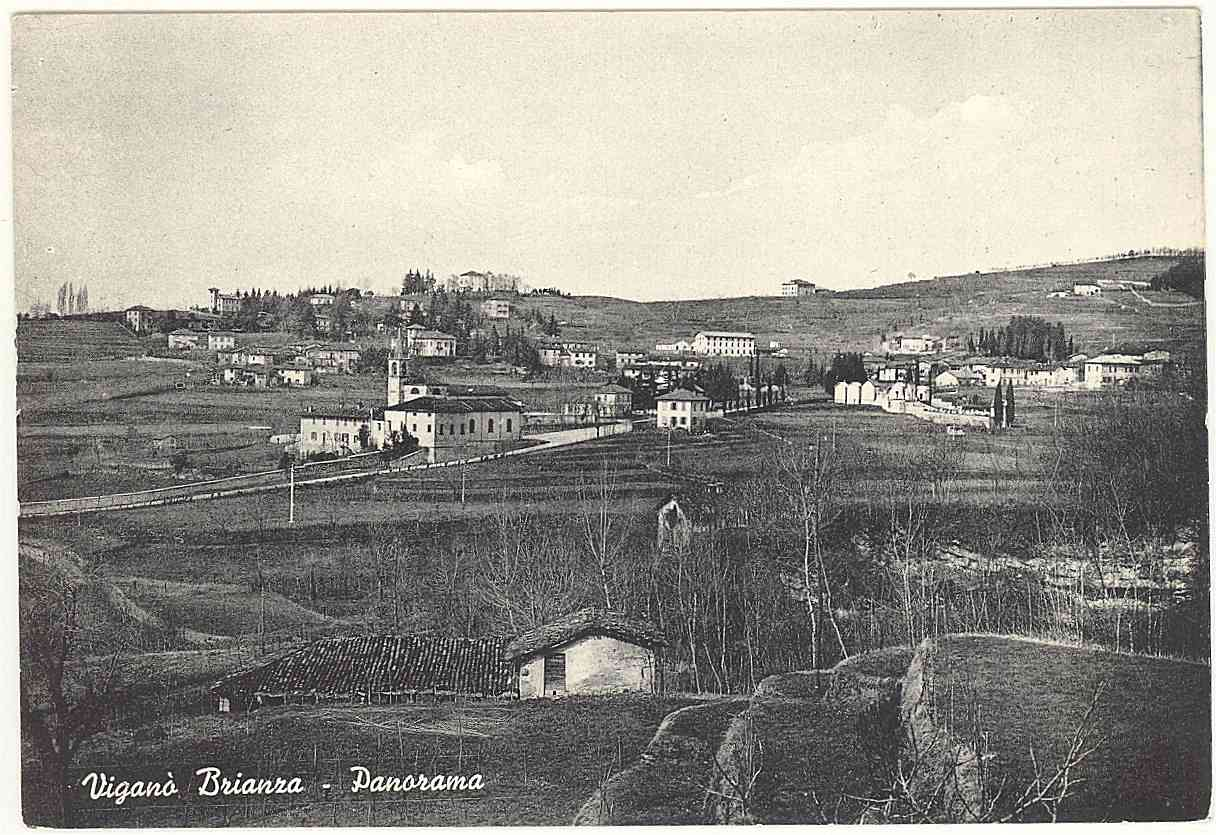